# Walsh River
Der Walsh River ist ein Fluss in der Region Far North Queensland im Nordosten des australischen Bundesstaates Queensland.

## Geographie

### Flusslauf
Der Fluss entspringt rund 60 Kilometer südwestlich von Cairns in den Atherton Tablelands, einem Teil der Great Dividing Range. Er fließt zunächst nach Norden, unterquert die Straße von Mareeba nach Chillagoe und den Bicentennial National Trail und biegt nach Westen ab. Die Burke Developmental Road unterquert er nördlich von Mungana und wendet etwa 25 Kilometer weiter seinen Lauf nach Nordwesten. Östlich von Gamboola unterquert er die Straße erneut und mündet in den Mitchell River.

### Nebenflüsse mit Mündungshöhen
Der Walsh River hat folgende Nebenflüsse:
- Eureka Creek – 426 m
- Emu Creek – 414 m
- Crooked Creek – 301 m
- Chillagoe Creek – 280 m
- Dinner Creek – 251 m
- Bowler Creek – 215 m
- Muldiva Creek – 188 m
- Walsh Creek – 176 m
- Nundah Creek – 173 m
- Tomato Creek – 170 m
- Theresa Creek – 153 m
- Nolan Creek – 149 m
- Louisa Creek – 134 m
- Cassidy Creek – 126 m